# 明智町
明智町（あけちちょう）は、かつて岐阜県恵那郡にあった町である。2004年（平成16年）10月25日には合併によって〈新〉恵那市が発足し、自治体としての明智町は廃止された。同時に恵那市の町名として明智町が設置された。

## 地理
岐阜県の南東端に位置し、美濃三河高原に属する丘陵に囲まれた盆地の町。町域は矢作川流域に属しており、支流の明智川が盆地内を南へ流下、南部で渓谷を形成している。典型的な内陸性気候であり、日中の温度差が激しい。冬期の冷え込みは厳しいものの、積雪量は少ない。市外局番は大半が0573（恵那MA）だが、吉良見地区のみ0572（多治見MA）である。
- 山：
- 河川：明智川、吉田川、阿妻川、高波川

### 現在の地区
- 旧明知地域:荒井、新井町、市場町、後山、駅前町、大久手、大庭、小畑、片平町、下ヶ渕、新町、常盤町、徳間町、東町、東山町、本町、的場町、宮町、向町、和合
- 周辺地域:阿妻、大泉、大田、吉良見、杉野、滝坂住宅、野志、東方、横通

### 大字・字
- 大字: 明知
- 字:大庭、大柳、折戸、藤の木、荒井、新地、十日市場、向町、徳平、石坪、新町、久後、七つ久後、瀧坂、ほちケ洞、こめかみ、徳間、落合、井の切、八斗蒔、両家、後山、砥堀、矢伏、川平、大小屋、大久手、片平、和合、渚の鼻、萬ケ洞、上平、城山、古町、竹の内、法明、小斗、鳳の草、大眞菰、正住地、月郡、石原田、小畑、宮町、森下、本町
- 大字: 東方
- 字:上馬木、下馬木、馬木洞、馬木坂、東洞、西ケ洞、井戸川、前田、一色、一色洞、もろや、白山、大丸山、黍平、上平、大屋敷、森下、岩崎、入山、根羽子、下田、下畑、松久保、やごと、荒井、上の段、源内、左源内、右源内、矢田海戸、薮下、松原、道下、道上、宇塚、宮の前、向田、井戸畑、田中、七つ田、井の口、大場戸、番丈、岩崎、堂ケ洞、宇藤、西田、苅山、そら、二本木、下山、羽口、大下、瀧の元、堂の前、上向、内海戸、竹の下、竹の口、石畑、淵ケ平、小屋洞、かやの、中島、坂の下、山の神上、小竹、山口、そと田、上の入
- 大字: 野志
- 字:長根、通り澤、井の入、戸澤、畑田平、仲田、大平、林之越、植平、荒槇、彌勒前、大洞、下り松、坪崎、袖破
- 大字: 杉野
- 字:中島、日影日、上貝戸、道合、向田、長久保、大平、花柄、花柄新田、瀧坂、岩原、霜屋、防ケ平、山中、中田、傍示松、長洞、上山地、下山地、柳ケ下、黒澤、下田、岩曾、八澤、馬坂田、袖破、洞田、大下、後田、芳原、縄手、森前、二本松
- 大字: 大田
- 字:山口、瀧下、牛ケ鼻、略田、木の下、神田前、櫻木、大水口、仲田、下田、廣平、鈴ケ口、松平、薮下、かいつけ、丸川、井の下、新地、山脇、小平澤、水神の木、大井、はなた、山畑、鼠差、なめ入、吉原、白坂、根崎、丸山、平山、大渚、木の本、馬場、狐洞、駒ケ淵
- 大字: 吉良見
- 字:平、平垣外、横山、矢伏、松の木、神の木、中畑、矢請、萱掛、秋田、葭原、船ケ洞、縁ケ入、西の洞、西山
- 大字: 大泉
- 字:立野、中沼、吉原、井戸洞、葛ケ澤、三斗蒔、瀧上、下矢、蔵、細田、六斗蒔、他の平、藤塚、細、大澤
- 大字: 阿妻
- 字:柿の木平、丸草、月の平、坂下、岡田、川田、宮の前、かいと、こおれ、溝合、丸山、とまり、岩畑、中河原、前澤、細久保
- 大字： 横通
- 字：北澤、前洞、中洞、東洞、下洞、柏尾、向平、雨堤、下横手、前田、岩竹坂、しをりど、藤田、渡瀬、颪、乳曾、乳曾洞、すげんとう、岩竹、瀧の口、青柏、西安、梅ケ久保、平柴、下平、横平、土助、澤の尻、大畑、笹久谷、宵、上の切、久原、柳ケ入、はぜいし、瀧坂、長久谷、洞田、才坂、虚澤、中畑、向洞、やさがいと、あづき田、平柴

## 歴史
鎌倉時代の宝治元年（1247年）に明知遠山氏の始祖・遠山景重が明知城（白鷹城）を築城した。遠山氏一族は本拠の岩村城と、苗木城、明知城を中心に現在の恵那市・中津川市にかけての地域を治めた。
戦国時代には織田氏と武田氏の抗争の舞台となった。特に1570年（元亀元年）に武田軍が上村(上矢作町)に侵入して上村合戦が勃発した際には、明知遠山氏とその家臣の多くが討死した。明智光秀の出身地には諸説あり、明智町のほか、可児市などが出生地であると主張している。
明知遠山氏は徳川家康の下で戦国期を生き延び、江戸時代は6500石の旗本として知行所を治めるために明知陣屋が置かれ、中馬街道脇道の宿場町として発展した。
明治・大正期には養蚕・製糸産業で栄え、昭和期になり、窯業が主産業となった。市街地には主に大正期以降の西洋文化の影響を受けた建造物が残っており、それらを観光資源として1984年（昭和59年）に日本大正村が開村した。

### 自治体の変遷
- 1875年（明治8年） - 才坂村・土助村・安主村・颪村・柏尾村・岩竹村が合併して横通村となる。大船村・小泉村が合併して大泉村となる。田良子村・大栗村・上田村が合併して大田村となる。門野村・杉平村が合併して杉野村となる。
- 1889年（明治22年）7月1日 - 町村制施行により恵那郡明知町・吉良見村・横通村・大泉村・大田村・杉野村・阿妻村・野志村が発足。野原村・浅谷村・横通村が合併して三濃村が発足。
- 1897年（明治30年）4月1日 - 明知町・野志村・杉野村・東方村が合併して改めて明知町が発足。
- 1897年（明治30年）4月1日 - 阿妻村・大田村・吉良見村・大泉村が合併して吉田村が発足。
- 1905年（明治38年）7月1日 - 明知町の一部（野志、杉野、東方）が静波村として分立。
- 1954年（昭和29年）7月1日 - 明知町と静波村が合併して明智町が発足。
- 1955年（昭和30年）4月1日 - 三濃村の旧横通村の区域を明智町に編入。三濃村の旧野原村と旧浅谷村は愛知県東加茂郡旭町に越県合併。
- 1955年（昭和30年）10月5日 - 明智町が吉田村を編入。
- 1972年（昭和42年）7月12日 - 昭和47年7月豪雨。吉田川の堤防が寸断して氾濫。また阿妻川が氾濫して2戸が流出[2]。
- 2004年（平成16年）10月25日 - 〈旧〉恵那市、恵那郡岩村町・山岡町・明智町・串原村・上矢作町の1市4町1村が合併して〈新〉恵那市が発足。

## 経済

### 産業
- 窯業、商業

## 教育

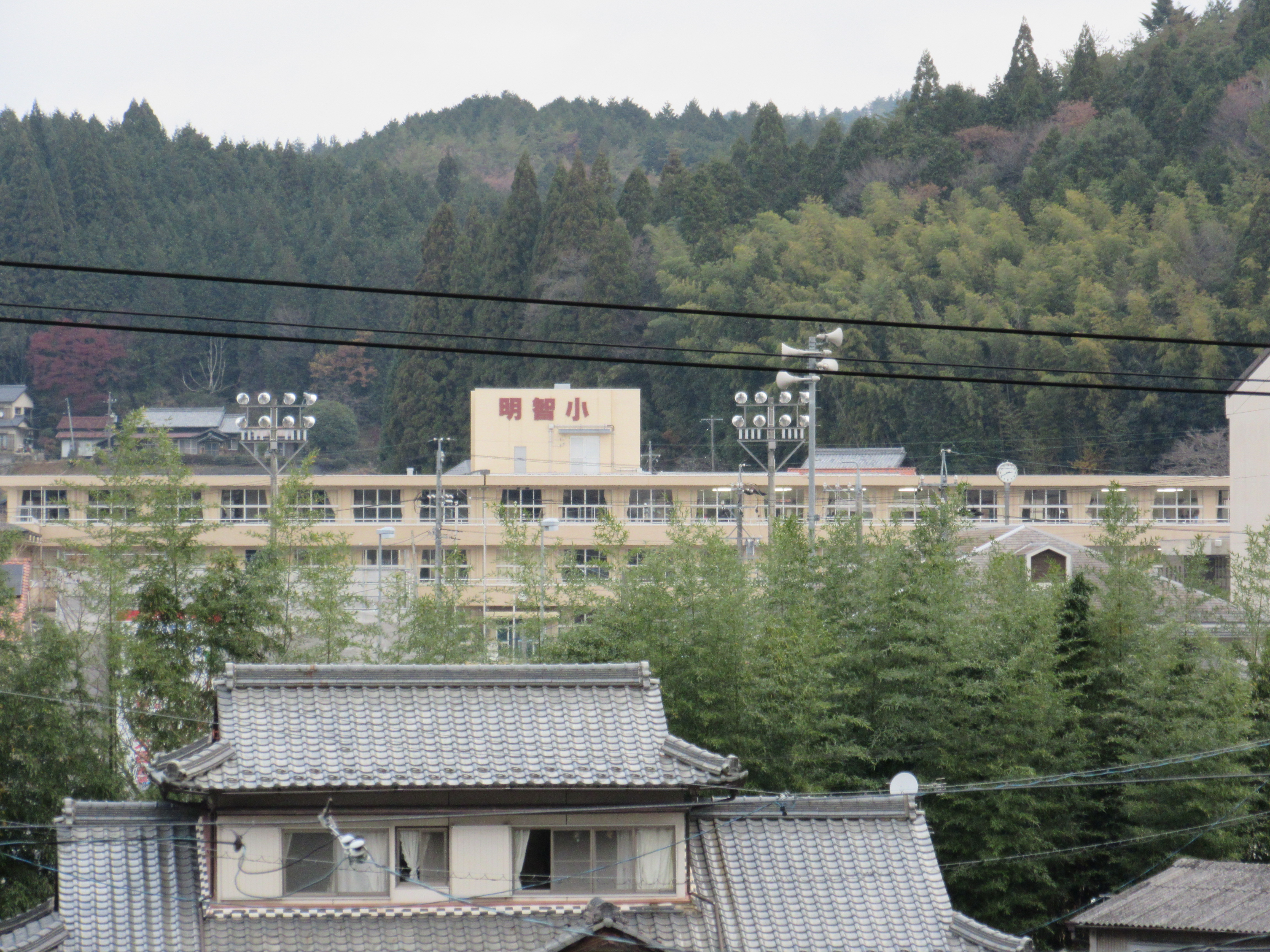
明智町立明智小学校

### 小学校
- 明智町立明智小学校

### 中学校
- 明智町立明智中学校

### 高等学校
- 岐阜県立明智商業高等学校

### 廃校となった小中学校
- 明智町立明智小学校横通分校（1963年廃校）
- 明智町立吉田小学校阿妻分校（1963年廃校）
- 明智町立東方小学校（1964年廃校）
- 明智町立東方中学校（1963年廃校）
- 明智町立吉田中学校（1974年廃校）
- 明智町立吉田小学校  (2014年廃校)

## 交通

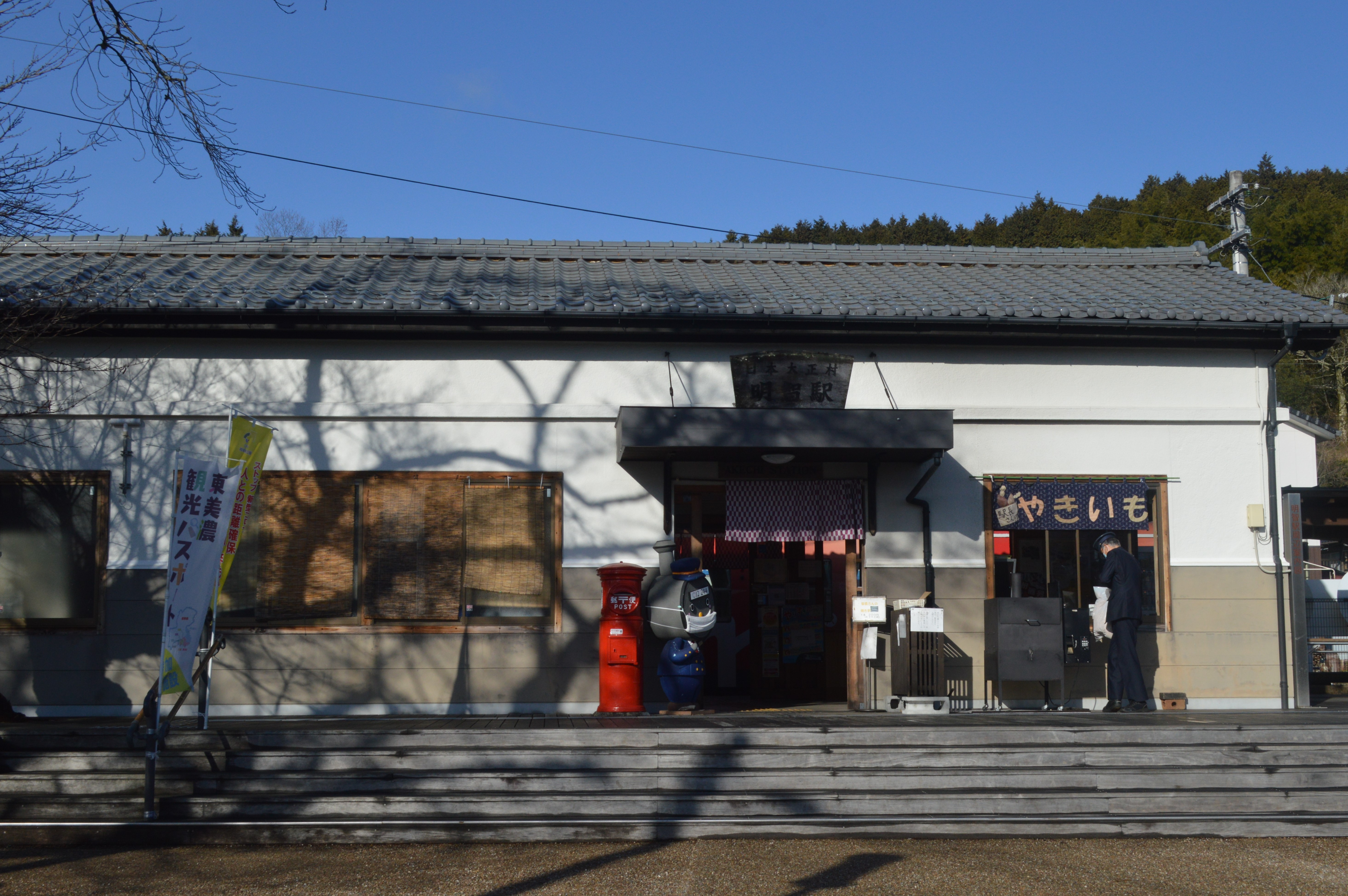
明智駅

### 鉄道
町名は「明智」であるが、明知鉄道は「明知」と表記する。現在の駅名は明智駅だが、国鉄時代は明知駅だった。
- 明知鉄道
  - 明知線 : 明智駅 - 野志駅

### バス
- 東濃鉄道バス

### 道路
- 一般国道
  - 国道363号
- 主要地方道
  - 岐阜県道11号豊田明智線
  - 岐阜県道20号瑞浪大野瀬線
  - 岐阜県道33号瑞浪上矢作線
- 一般県道
  - 岐阜県道109号上仁木明智線

## 名所・旧跡・観光スポット・祭事・催事

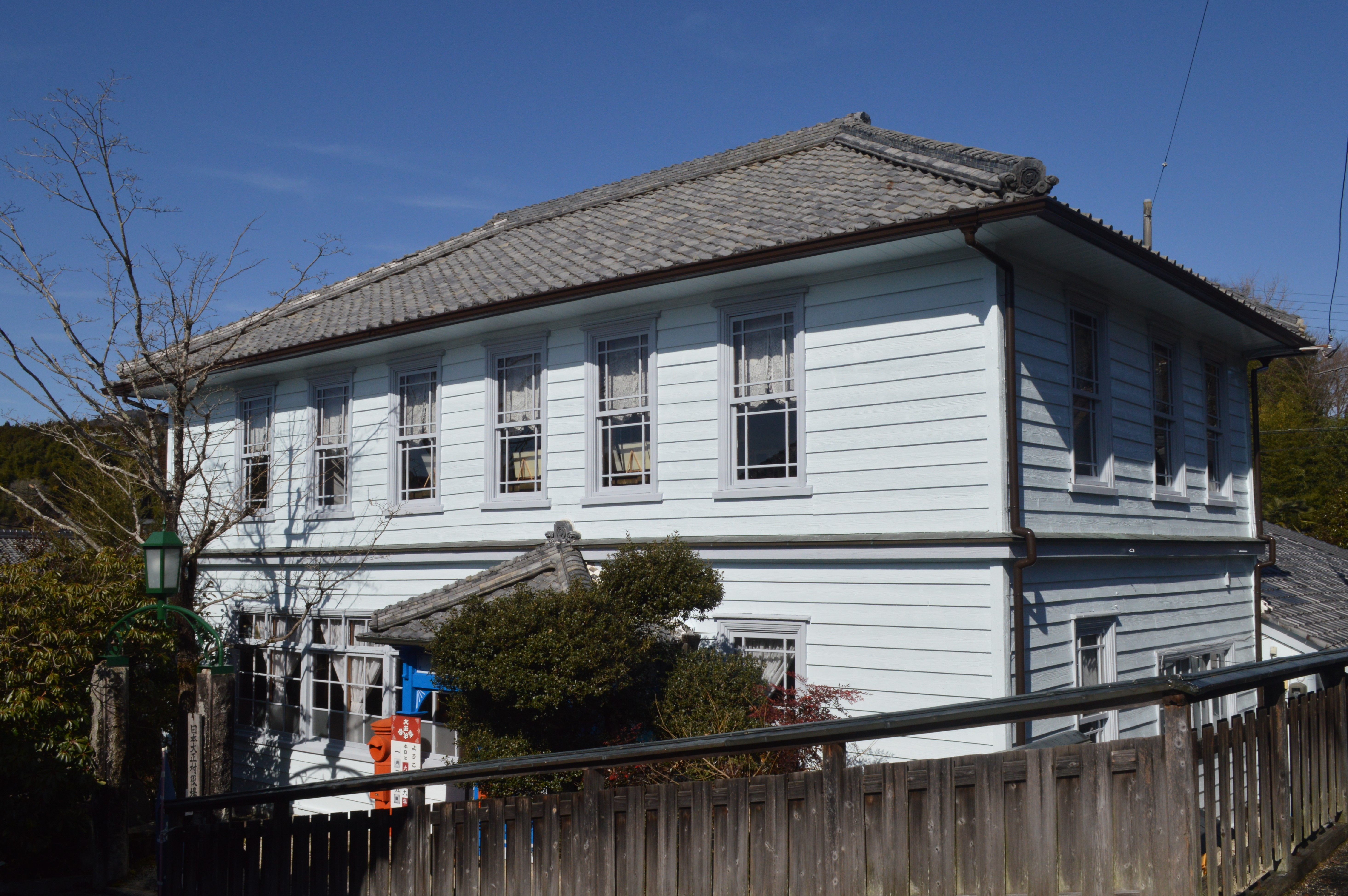
日本大正村役場

### 名所・旧跡
- 日本大正村 - 複数の施設からなる野外博物館。
  - 日本大正村役場 - 登録有形文化財・恵那市景観重要建造物。
  - 日本大正村資料館 - 恵那市指定有形文化財。
  - 大正時代館
  - 大正ロマン館 - 山本芳翠の絵画『裸婦』は重要文化財。
  - 逓信資料館
  - 旧三宅家 - 恵那市指定有形文化財。
- 明知城址（白鷹城）
- 明知陣屋址
- 龍護寺
- 八王子神社
- 団子杉
- 明智映画劇場[3]
- ハッピー劇場[3]
- 常盤座[3]

### 祭事・催事
- 日本大正村クロスカントリー
- ちょっとおんさい祭
- 光秀まつり
- 祇園祭り
- 八王子神社大祭

## 電気
旧・明知町は1907年（明治40年）10月事業許可を受け町営で電気事業を始めた。明智川に水力発電所（出力50kW）を建設し、1908年（明治41年）5月より事業を開始した。

## 出身有名人
- 三宅正一 - 政治家。
- 山本芳翠 - 画家。